# Tanto caro al mio cuore
Tanto caro al mio cuore (So Dear to My Heart) è un film in tecnica mista del 1948 diretto da Harold D. Schuster e Hamilton Luske.
Fu prodotto dalla Walt Disney Productions e distribuito dalla RKO Radio Pictures. Dopo I racconti dello zio Tom (1946), anche in questo film appaiono personaggi animati nel mondo reale.
È l'ultimo film in cui recita l'attore Harry Carey.

## Trama
Un bambino di nome Jerry abita nella valle di San Joaquin in California. Una notte trova nella stalla un agnellino nero rifiutato dalla madre, che porta in casa e chiama Danny, affezionandoglisi, nonostante i brontolii della nonna. Intanto, un saggio gufo sotto forma di disegno animato, insegna all'agnello e a Jerry a dimostrarsi leali e determinati. Alla fine, l'animaletto vincerà addirittura un premio alla fiera annuale della contea, e Jerry verrà finalmente onorato da tutti.